# Ký hiệu phần trăm
Ký hiệu phần trăm % là ký hiệu được sử dụng để biểu thị phần trăm, một số hoặc tỷ lệ dưới dạng phân số của 100. Các ký hiệu liên quan bao gồm ký hiệu permille (phần nghìn) ‰ và permyriad ‱per notation. Mã Unicode của % là U+0025.

## Phong cách

### Hình thức và khoảng cách
Phong cách viết ký hiệu phần trăm trong tiếng Anh là viết ký hiệu phần trăm theo sau số mà không có bất kỳ khoảng trống nào ở giữa (ví dụ: 50%). Tuy nhiên, Hệ đo lường quốc tế và tiêu chuẩn ISO 31-0 quy định khoảng cách giữa số và ký hiệu phần trăm, phù hợp với thông lệ chung là sử dụng khoảng trống không ngắt giữa số và đơn vị đo tương ứng của nó.
Các ngôn ngữ khác có các quy tắc khác về khoảng cách trước ký hiệu phần trăm:
- Trong tiếng Séc và tiếng Slovak, ký hiệu phần trăm được đặt cách nhau bằng khoảng trống không ngắt nếu số được sử dụng làm danh từ.[12] Cũng trong hai ngôn ngữ này, không có khoảng trống được chèn nếu số được sử dụng làm tính từ.[13][14]
- Trong tiếng Pháp, ký hiệu phần trăm phải được đặt cách nhau bằng một khoảng trống không ngắt.[15][16]
- Trong tiếng Nga, ký hiệu phần trăm hiếm khi được đặt cách nhau, trái với hướng dẫn của tiêu chuẩn nhà nước GOST 8.417-2002.
- Trong tiếng Trung Quốc, ký hiệu phần trăm hầu như không bao giờ có khoảng cách, có thể là do tiếng Trung Quốc hoàn toàn không sử dụng khoảng trống để phân tách các ký tự hoặc từ.[cần dẫn nguồn]

## Sự phát triển

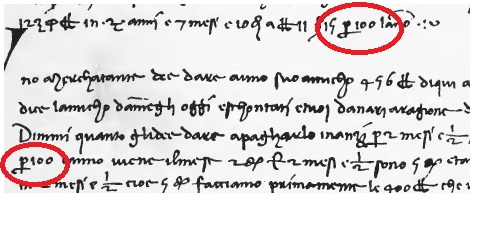
Văn bản số học năm 1339 trong Rara Arithmetica, tr. 437.

Trước năm 1425, không có bằng chứng nào về một ký hiệu đặc biệt được sử dụng cho phần trăm. Thuật ngữ per cento trong tiếng Ý được sử dụng cùng với một số cách viết tắt khác nhau (ví dụ: "per 100", "p 100", "p cento",...). Ví dụ về điều này có thể được nhận thấy trong văn bản số học năm 1339 (không rõ tác giả) được mô tả bên dưới.
Năm 1925, D. E. Smith đã viết "Dạng gạch chéo () là hiện đại".